# Кристал (Star Fox)
Кри́стал (яп. クリスタル Курисутару, англ. Krystal) — персонаж серии видеоигр Star Fox компании Nintendo, синяя антропоморфная лисица. Впервые появляется в игре Star Fox Adventures. В английской версии у неё британский акцент, в Adventures она озвучена Эстелль Эллис, в Star Fox: Assault — Алесией Глайдвелл. В Японии её озвучивала Ая Хара.

## История создания
В марте 2000 года фирма Rare официально объявила о разработке экшен-приключенческой игры Dinosaur Planet для Nintendo 64. Одним из двух главных героев должна была стать Кристал, шестнадцатилетняя кошка, воспитанная волшебником Рандорном. Между тем, Nintendo готовилась к презентации платформы GameCube и ей требовалась новая игра серии Star Fox для неё. Dinosaur Planet к тому времени была почти закончена, а Сейбр — второй из её главных героев — напоминал Фокса МакКлауда из Star Fox, и Nintendo поручила Rare переработать игру под требуемую вселенную. На определённом этапе разработки Кристал была полностью вырезана из игры, но вскоре по поручению Nintendo её вернули в Adventures. Сотрудники Rare, относившиеся к своему персонажу с большой симпатией, восприняли такое решение с воодушевлением. Тем не менее, Кристал подверглась кардинальной переработке, превратившись из кошки в девятнадцатилетнюю лисицу. Её оригинальная модель из Dinosaur Planet была создана Кевином Бейлиссом, а модель для Adventures — Джонни Кристенсеном.

## Внешность
Кристал — антропоморфная лисица с синим цветом шерсти, голубыми глазами и довольно короткими синими же волосами. На предплечьях и бёдрах у неё — белые татуировки. Её хвост в Adventures и Assault перехвачен двумя лентами. В оригинальной Dinosuar Planet Кристал носила жёлтую подпоясанную накидку и ботинки. В Adventures её костюм существенно изменился, став гораздо более открытым: набедренная повязка, бюстгальтер, наплечники, нарукавники, поножи, сандалии, косынка и ожерелье. В Assault она носит синий обтягивающий комбинезон пилота, а волосы у неё на висках заплетены в две косички. В Star Fox Command её костюм в целом такой же, только розового цвета. Точно не известно, к какому именно виду лисиц следует отнести Кристал. Наиболее распространёнными вариантами на данный момент являются чёрно-бурая лисица и полярная лисица.

## Появление в играх

### Star Fox Adventures

Кристал в Star Fox Adventures

Кристал впервые появляется в Star Fox Adventures, созданной на основе отменённой Dinosaur Planet и находится под управлением игрока в прологе игры. По сюжету она являлась единственной уцелевшей обитательницей погибшей планеты Серинии и путешествовала по галактике, пытаясь узнать причины гибели родины и смерти родителей. Во время своих странствий она улавливает сигнал бедствия с Планеты Динозавров (в последующих играх — Саурия) и отправляется туда. Почти сразу по прибытии лисица оказывается атакована летающим, боевым галеоном под управлением генерала Скейлса — жестокого тирана, захватившего планету. После этого столкновения, Кристал прибывает во Дворец Кразоа, где узнаёт, что мир динозавров охвачен войной, развязанной генералом и его армией. Лисица пытается спасти планету, вернув во Дворец всех его Духов, но, доставив первого, она попадает в ловушку, подстроенную стоящим за спиной Скейлса сумасшедшим учёным Андроссом, и оказывается заточённой в парящем кристалле. Андросс через её энергию пытался завладеть мистическими силами Духов Кразоа и с их помощью захватить власть в системе Лайлет. Лисицу спасает Фокс МакКлауд, влюбившийся в Кристал с первого взгляда. В финале после победы над Андроссом она сама прилетает к Фоксу на его корабль, чтобы лично поблагодарить лиса за спасение и присоединяется к команде Star Fox. Сюжетная линия, связанная с Серинией и прошлым Кристал, в последующих играх развития не получила и на данный момент эта тема остаётся богатой почвой для домыслов и предположений среди фанатов.

### Star Fox: Assault
В Star Fox: Assault Кристал является полноценным членом команды, заменив Пеппи Хеа, ставшего координатором миссий. Вместе с Фоксом, Фалько Ломбарди и Слиппи Тоадом она участвует в борьбе с мятежниками, возглавляемыми Эндрю Ойкони — племянником Андросса. В дальнейшем система Лайлет подвергается нападению пришельцев-апароидов, и команда Star Fox включается в войну с ними. На протяжении большей части игры Кристал исполняет роль пилота поддержки, а в шестой миссии на пару с Фоксом спасает Саурию от апароидов. По ходу действия с ней флиртует член Star Wolf Пантер Карозо, но лисица никак не реагирует на его заигрывания. В финале игры Кристал, как и все остальные члены команды, принимает поздравления от капитана МакКлауда.

### Star Fox Command
В самом начале игры Фокс МакКлауд изгоняет Кристал из Star Fox для её же безопасности. По сюжету оскорблённая и униженная лисица примкнула к конкурирующей команде Star Wolf, где у неё завязался роман с Пантером Карозо. Она, как и Фокс, принимает участие в борьбе с войсками Англарского Императора и играет в ней значительную роль. Именно лисица обнаружила сконструированное Андроссом устройство, позволяющее очистить отравленные океаны планеты Веном. Дальнейшая судьба Кристал и других персонажей зависит от решений, принимаемых игроком по ходу действия. В частности, именно от лисицы зависит, какая из двух команд — Star Fox или Star Wolf — победит Англаров и заработает славу спасителей системы Лайлет. Всего в игре девять финалов, шесть из которых касаются Кристал.

### Super Smash Bros.
Кристал появляется в изданном Nintendo файтинге Super Smash Bros. Brawl в виде трофея, а также в диалогах на уровне Lylat Cruise Star Fox.

## Характер

Оригинальный облик Кристал из Dinosaur Planet

В Adventures Кристал была показана, как добрая, отзывчивая и отважная натура. Она прервала свои странствия по галактике с тем, чтобы помочь обречённой планете Саурия. В Assault её характер не претерпел существенных изменений. В Command было показано, что она может быть упрямой и мстительной. Согласно одной из концовок игры Кристал становится охотницей за головами и меняет имя на Кюрсед (англ. Kursed).
После событий Adventures между Кристал и Фоксом развиваются романтические отношения. Изначально в финале игры Фокс должен был предложить ей вступить в команду, и Кристал соглашается на это при условии, что он её поцелует. Позже эта и ряд других сцен были вырезаны, и от них остались лишь заготовленные аудиозаписи. В Assault между героями мало что меняется: лисица изредка флиртует с Фоксом, волнуется о его безопасности и периодически просит беречь себя. На Саурии принц Трики, фигурировавший и в Adventures, предлагает им в будущем провести на планете медовый месяц. Это его заявление заставляет Фокса смутиться, а Кристал — рассмеяться.
В Command Кристал изгнана из команды. В соответствии с сюжетом, она затаила злобу на Фокса и вступила в Star Wolf для того, чтобы сделать ему больнее. В зависимости от выбора игрока она может в итоге простить Фокса, либо оставить его навсегда. Согласно некоторым концовкам она воссоединяется со Star Fox, согласно другим — остаётся в Star Wolf. В одном из финалов Фокс и Кристал женятся, и у них рождается сын Маркус, который в будущем собирает новую команду Star Fox.

## Способности

Кристал в Star Fox Command

Кристал — телепат, однако в играх точно не сказано, умеет ли она непосредственно читать мысли других существ или только чувствует их эмоции. Она также может находить слабые стороны противников, и эта её способность активно используется в Star Fox: Assault.
В Star Fox Adventures главным оружием Кристал является её волшебный посох (англ. staff). Он используется и как обычное боевое оружие, но также обладает рядом магических свойств. Лисица теряет свой посох в самом начале игры, преследуя корабль генерала Скейлса, позже его находит Фокс, и в финале Adventures Кристал не слишком вежливо возвращает себе своё оружие. Однако в последующих играх её посох не используется и даже ни разу не упоминается.
Также Кристал свободно владеет языком Саурии и языком обитателей системы Лайлет, что позволяет ей без проблем общаться и с динозаврами, и с Фоксом.
В Assault Кристал пилотирует корабль Arwing и умеет обращаться со всем арсеналом оружия команды, таким как бластер, лазерный пулемёт, снайперская винтовка, гранатомёт. Она также является игровым персонажем в многопользовательской игре, ниже приведены её характеристики:
- Здоровье ☆☆
- Скорость ☆☆☆
- Прыжки ☆☆☆
- Управление Arwing ☆☆
- Управление Landmaster ☆☆
- Опыт пилота ☆☆☆
- Спец Получает 2 барьера при возрождении[21].

## Популярность
Кристал стала одним из самых популярных персонажей серии, в частности, в сообществе фурри. Ей посвящено несколько интернет-сайтов, огромное количество фан-арта и фанфиков. Многие её поклонники также желают, чтобы Nintendo выпустила отдельную игру, целиком посвящённую Кристал и освещающую белые пятна её биографии. В то же время часть фанатов Star Fox недолюбливают её, в частности обвиняя Кристал в том, что она губит серию. Кроме того, одной из проблем при появлении Кристал в Star Fox было то, что у Фокса, согласно комиксу 1992 года выпуска, уже была подруга — лисица-фенек по имени Фара Феникс. Поскольку каноном серии являлись именно игры, Фара больше ни разу не появлялась в каких-либо версиях Star Fox, и количество её поклонников значительно уменьшилось по сравнению с числом фанатов Кристал, хотя ей по-прежнему посвящено определённое количество фанатских работ.
Для многих игр, в числе которых Resident Evil 4, GTA: Vice City и другие, были созданы пользовательские модификации, включающие Кристал. Из некоммерческих игровых проектов наиболее известен «Project Kursed», разрабатываемый на базе Half-Life 2. За основу его сюжета взят финал «Star Wolf Rise» из Command, в котором Кристал становится охотницей за головами. Другим достаточно крупным проектом, в котором фигурирует Кристал, является пользовательская модификация «Star Fox: Paths of Fate», создаваемая на основе Max Payne 2. Впрочем, на данный момент создатели «Sf:PoF» не вполне уверены насчёт сеттинга и рассматривают вариант с независимым от Star Fox сюжетом, в котором будут фигурировать обычные антропоморфные персонажи.
В 2003 году по опросу, проведённому Nintendo Power, Кристал была признана «величайшей сердцеедкой». По версии сайта GT Countdown она заняла десятую позицию в списке «недоступных для вас девушек» «The Top 10 Babes Who Are Out of Your League».